# Liste der Johannes-Nepomuk-Darstellungen im Bezirk Lilienfeld
Der 1729 heiliggesprochene Johannes Nepomuk gilt nach Maria und Josef als der am dritthäufigsten dargestellte Heilige in Österreich. An drei Standorten gibt es Johannes-Nepomuk-Darstellungen im niederösterreichischen Bezirk Lilienfeld.
Erst nach Böhmen, aber noch vor dessen Selig- oder Heiligsprechung, setzte in Niederösterreich jene Verehrung Johannes Nepomuks ein, die sich in Form von Statuen und Bildern dokumentiert.

## Standorte
| Foto |                 | Objekt                                                    | Standort                      | Künstler | Baujahr | Beschreibung |
| ---- | --------------- | --------------------------------------------------------- | ----------------------------- | -------- | ------- | --- |
| ja   | Datei hochladen | Statue Johannes Nepomuk HERIS-ID: 27622 Objekt-ID: 24149  | Hainfeld (Niederösterreich) · |          |         | In Hainfeld bei der Fußgängerbrücke bei der Einmündung der Wiener Straße in die Hainfelder Straße steht eine aus dem Jahr 1763 stammende Johannes-Nepomuk-Statue. Diese steht unter Denkmalschutz. |
| ja   | Datei hochladen | Gemälde Johannes Nepomuk HERIS-ID: 67272 Objekt-ID: 80223 | Stift Lilienfeld ·            |          |         | In der Kirche von Stift Lilienfeld befindet sich auf dem links hinter dem Hochaltar stehenden Benediktusaltar ein Mensabild aus der Zeit um 1800 mit einer Darstellung Johannes Nepomuks mit dem Attribut "Zunge" im Rahmen.                                                                                     |
| ja   | Datei hochladen | Statue Johannes Nepomuk HERIS-ID: 28069 Objekt-ID: 24620  | Lilienfeld ·                  |          |         | Vor dem Stadtamt von Lilienfeld in der Dörflstraße steht am Ufer der Traisen eine Figurengruppe Johannes Nepomuks mit Engel und Henker aus dem Anfang des 18. Jahrhunderts von Christoph Brandl. Die Darstellung stand früher bei der Traisenbrücke von Lilienfeld. Die Figurengruppe steht unter Denkmalschutz. |
| ja   | Datei hochladen | Statue Johannes Nepomuk                                   | Türnitz ·                     |          |         | In Türnitz, Oberer Markt, steht eine Wegkapelle – erste gesicherte Nennung 1778 – mit einer Statue des hl. Johannes Nepomuk. |